# Leyden (Massachusetts)
Leyden – miasto w Stanach Zjednoczonych, w stanie Massachusetts, w hrabstwie Franklin.